# Pematang Jalong
Pematang Jalong är ett berg i Indonesien.   Det ligger i provinsen Aceh, i den västra delen av landet, 1 700 km nordväst om huvudstaden Jakarta. Toppen på Pematang Jalong är 762 meter över havet.
Terrängen runt Pematang Jalong är kuperad.Runt Pematang Jalong är det ganska glesbefolkat, med 40 invånare per kvadratkilometer. I omgivningarna runt Pematang Jalong växer i huvudsak städsegrön lövskog.